# Бозвеллс-Корнер (Вірджинія)
Бозвеллс-Корнер (англ. Boswell's Corner) — переписна місцевість (CDP) в США, в окрузі Стаффорд штату Вірджинія. Населення — 1656 осіб (2020).

## Географія
Бозвеллс-Корнер розташований за координатами 38°30′19″ пн. ш. 77°22′21″ зх. д. / 38.50528° пн. ш. 77.37250° зх. д. (38.505414, -77.372632).  За даними Бюро перепису населення США в 2010 році переписна місцевість мала площу 2,52 км², з яких 2,51 км² — суходіл та 0,01 км² — водойми. В 2017 році площа становила 2,66 км², з яких 2,65 км² — суходіл та 0,01 км² — водойми.

## Демографія
Згідно з переписом 2010 року, у переписній місцевості мешкало 1375 осіб у 480 домогосподарствах у складі 339 родин. Густота населення становила 546 осіб/км².  Було 522 помешкання (207/км²).
Расовий склад населення:
| - 62,4 % — білих - 25,2 % — чорних або афроамериканців - 2,8 % — азіатів - 0,7 % — корінних американців - 0,2 % — вихідців з тихоокеанських островів - 3,9 % — осіб інших рас |

До двох чи більше рас належало 4,9 %. Частка іспаномовних становила 15,9 % від усіх жителів.
За віковим діапазоном населення розподілялося таким чином: 29,3 % — особи молодші 18 років, 65,5 % — особи у віці 18—64 років, 5,2 % — особи у віці 65 років та старші. Медіана віку мешканця становила 31,2 року. На 100 осіб жіночої статі у переписній місцевості припадало 98,7 чоловіків;  на 100 жінок у віці від 18 років та старших — 97,2 чоловіків також старших 18 років.
Середній дохід на одне домашнє господарство  становив 59 765 доларів США (медіана — 53 011), а середній дохід на одну сім'ю — 55 154 долари (медіана — 46 847). За межею бідності перебувало 14,5 % осіб, у тому числі 16,0 % дітей у віці до 18 років та 25,2 % осіб у віці 65 років та старших.
Цивільне працевлаштоване населення становило 470 осіб. Основні галузі зайнятості: публічна адміністрація — 24,0 %, мистецтво, розваги та відпочинок — 16,6 %, освіта, охорона здоров'я та соціальна допомога — 13,8 %, роздрібна торгівля — 13,2 %.